# Miquel VI l'Estratiòtic
|  | Per a altres significats, vegeu «Miquel VI d'Alexandria». |

Miquel VI l'Estratiòtic (Μιχαὴλ ὁ Στρατιωτικός, Mikhaïl o Stratiotikós) fou emperador romà d'Orient del 1056 al 1057. El seu sobrenom vol dir 'guerrer' i fou un general destacat però va arribar ja vell al tron i no va tenir prou suport dels militars i governadors perifèrics, per tant va abdicar al cap d'un any.

## Ascens al tron
Sembla que era parent de Josep Bringas, un aristòcrata que va servir a la cort de Romà II, i Miquel es va iniciar també com a buròcrata al servei de l'imperi, en el càrrec de ministre de finances militars, d'on li va venir el sobrenom d'Estratiòtic.
L'emperadriu Teodora, per recomanació del seu conseller Lleó Paraspòndil, el va escollir com a successor, i així es va produir el 22 d'agost del 1056.

## Revoltes i abdicació
Una mica després es va revoltar Teodosi, cosí de l'emperador Constantí IX Monòmac, però després de dura lluita pels carrers de la capital, va haver de deposar les armes i es va lliurar amb només pena de desterrament.
El famós general Catacaló fou cridat del seu govern a Antioquia i el va substituir Miquel, un cosí de l'emperador. Catacaló va tornar a la capital on va trobar gran nombre dels seus col·legues als quals l'emperador havia concedit petits honors i que esperaven millors recompenses, i tots van mostrar la seva desafecció cap a l'emperador davant de Catacaló. Es va iniciar així una conspiració militar i els descontents van enviar una delegació a Isaac Comnè que vivia a Castamone a Paflagònia, demanant-li acceptar el tron, cosa que va fer després d'alguns dubtes.
Quan Miquel va intentar aturar la conspiració amb les armes i amb intrigues, fou derrotat en la batalla del riu Hades (batalla de Pètroe). Miquel va provar d'arribar a un acord enviant a Miquel Psel·los com a negociador. Va oferir d'adoptar Isaac i donar-li el títol de cèsar, però no ho van acceptar i finalment va abdicar el 31 d'agost. Llavors es va retirar a un convent.